# Association of Tennis Professionals
Association of Tennis Professionals (ATP) er en international organisation for mandlige professionelle tennisspillere. Organisationen blev stiftet i 1973 og arrangerer ATP-touren og World Team Cup.

## Rangering
I tennis bliver ranglisten bestemt af antal point man har tjent over en sæson. Dvs. at en spillers ranglistepoint fra en turnering kun kan holde et år. Hvis man f.eks. har vundet Australian Open et år, og får de 2.000 point det giver, idet det er en grand slam, kan man ikke komme igen næste år og tjene 2.000 til. På den professionelle ATP tour uddeles der point fra 5 forskellige serier af turneringer.

## Eksterne links
- ATP

| Sport | Spire Denne artikel om sport er en spire som bør udbygges. Du er velkommen til at hjælpe Wikipedia ved at udvide den. |